# Galium turkestanicum
Galium turkestanicum är en måreväxtart som beskrevs av Evgeniia Georgievna Pobedimova. Galium turkestanicum ingår i släktet måror, och familjen måreväxter. Inga underarter finns listade i Catalogue of Life.